# Lemurokształtne
Lemurokształtne (Lemuriformes) – infrarząd małpiatek z podrzędu lemurowych (Strepsirrhini) w rzędzie naczelnych (Primates), występujących na Madagaskarze i Komorach.

## Systematyka
Do infrarzędu lemurokształtnych należą następujące rodziny:
- Cheirogaleidae J.E. Gray, 1873  – lemurkowate
- Lepilemuridae J.E. Gray, 1870 – lepilemurowate
- †Megaladapidae Forsyth Major, 1893
- Lemuridae J.E. Gray, 1821  – lemurowate
- †Archaeolemuridae Forsyth Major, 1896
- †Palaeopropithecidae Tattersall, 1973
- Indriidae Burnett, 1828 – indrisowate